# كلية الطب بجامعة ولاية أوهايو
كلية الطب بجامعة ولاية أوهايو (بالإنجليزية: Ohio State University College of Medicine)‏ هي إحدى كليات الطب الأمريكية. كانت تعرف سابقاً بـ «كلية الطب والصحة العامة بجامعة ولاية أوهايو». مقرها في مدينة كولومبوس بولاية أوهايو الأمريكية. نوع الشهادة الطبية التي تمنحها هذه الكلية هي درجة دكتور في الطب MD

## التاريخ

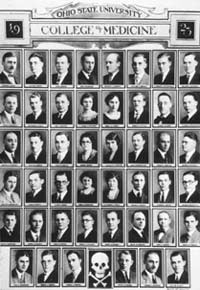
خريجو كلية الطب بجامعة أوهايو سنة 1923

يرجع تاريخ تأسيس «كلية الطب والصحة العامة» إلى 3 مارس 1834، وهو تاريخ تأسيس جامعة ويلوغبي (بالإنجليزية: Willoughby University)‏ في ولاية أوهايو، والتي نسبت إلى أول رئيس لها د. ويستل ويلوغبي (1789-1844) (بالإنجليزية: Dr. Westel Willoughby)‏ والذي أشرف على هذه المدرسة الطبية حتى عام 1843، وهو العام الذي استقال فيه أعضاء هيئة تدريس هذه الكلية بعد خلافات نشبت بينهم.
وفي عام 1847 تجمع الفرقاء مرة أخرى وأنشأوا مدرسة ويلوغبي الطبية بكولومبوس في مدينة كولومبوس بولاية أوهايو، ونجحت المدرسة الطبية بمجرد افتتاحها في الحصول على تبرع من رجل أعمال محلي ثري يدعى لين ستارلينغ (بالإنجليزية: Lyne Starling)‏ يقدر بثلاثين ألف دولار لإنشاء مستشفى جديد ومجمع أكاديمي تابعين للمدرسة.
بعد هذا التبرع تغير اسم المدرسة الطبية إلى «كلية ستارلينغ الطبية»، وقد بدأت الأعمال الإنشائية فيها سنة 1848، غير أنها لم تكتمل إلا سنة 1887، وقد سمي المستشفى التابع للكلية سنة 1865 بمستشفى القديس فرانسيس، حيث عملت به راهبات القديس فرانسيس اللاتي استقدمهن الدكتور ستارلينغ لافينغ (بالإنجليزية: Dr. Starling Loving)‏ (عميد الكلية وعضو مجلس أمنائها) لتشغيل المستشفى.
وفي سنة 1875، وأثناء الانتخابات التي جرت لاختيار رئيس جديد لمجلس أمناء الكلية، استقال جيمس فيرتشايلد بالدوين (بعد أن تم رفض ترشيحه) وأخذ معه العديد من أساتذة الكلية لينشئوا مدرسة طبية جديدة سميت «كلية كولومبوس الطبية» سنة 1876، وفي سنة 1882 بدأت كلية كولومبوس الطبية في إنشاء مستشفى جديد بعد حصولها على تبرع بمبلغ 10 آلاف دولار، وسمي هذا المستشفى بمستشفى هوكس (نسبة إلى المتبرع) وقامت بتشغيله راهبات الصليب المقدس.
وفي سنة 1892 اندمجت كلية كولومبوس الطبية مع كلية ستارلينغ الطبية، مما أغضب جيمس فيرتشايلد بالدوين الذي استقال هو وآخرون في نفس العام وشرع ـ من جديد ـ في إنشاء مدرسة طبية جديدة هي كلية أوهايو الطبية، وبعد تبرع مقداره 5 آلاف دولار تمكنت كلية أوهايو الطبية من إنشاء مستشفى سمي بالمستشفى البروتستانتي، الذي كان الأول في سلسلة مستشفيات ريفرسايد الميثودية، وما زال قائماً حتى اليوم.
وفي سنة 1907 اندمجت كلية أوهايو الطبية بدورها مع كلية ستارلينغ الطبية لتكون ما سمي بكلية ستارلينغ ـ أوهايو الطبية، وفي سنة 1914 ضمت كلية ستارلينغ ـ أوهايو الطبية إلى جامعة ولاية أوهايو.

## منشآت الكلية وتوابعها
تطورت كلية الطب بجامعة أوهايو بمرور الزمن إلى مؤسسة ضخمة تتبعها العديد من المراكز المتخصصة والمستشفيات والمراكز البحثية، ويعالج سنوياً في الأقسام الداخلية بالمستشفيات والمراكز التبعة لكلية الطب بجامعة أوهايو حوالي 44 ألف مريض، بالإضافة إلى 635 ألف مريض يترددون على العيادات الخارجية التابعة لمستشفيات الكلية سنوياً (وهذا العدد يشمل الجراحات الت تتم في العيادات الخارجية، و 75 ألف مريض يستفيدون من قسم الطوارئ سنوياً).
وتشمل هذه المنشآت والتوابع ما يلي:
- كلية الطب
- مدرسة المهن الطبية المساعدة
- مدرسة العلوم الحيوية الطبية
- المستشفى الجامعي
- المستشفيات الجامعية الشرقية
- مستشفى جيمس للسرطان ومعهد سولوف البحثي
- المركز الشامل للسرطان
- مستشفى هادنغ بجامعة ولاية أوهايو (للطب النفسي)
- معهد ديفيز لأبحاث القلب والرئتين
- عيادة دود لإعادة التأهيل
- مستشفى روس للقلب
- مكتبة برايور للعلوم الصحية
- مركز نيسونجر للتخلف العقلي والإعاقات التطورية
- مركز التقنية العصبية الحيوية
- مركز أبحاث الطب السلوكي
- لعديد من العيادات المتنقلة وعيادات الرعاية الأولية والعيادات التخصصية المنتشرة في وسط ولاية أوهايو.

## عمادة الكلية
- د. ويلي سوبا (بالإنجليزية: Wiley W. Souba)‏ عميد كلية الطب.
- د. دانيل سيدماك (بالإنجليزية: Daniel D. Sedmak)‏ نائب العميد التنفيذي
- د. كاثرين لوسي (بالإنجليزية: Catherine R. Lucey)‏ نائبة العميدلشئون التعليم
- د. كلاي مارش (بالإنجليزية: Clay B. Marsh)‏ نائب العمي لشئون البحث العلمي
- د. كريستوفر إليسون (بالإنجليزية: E. Christopher Ellison)‏ نائب العميد لشئون الطب السريري